# 코나미 GX400
코나미 GX400은 코나미가 1985년 발매한 아케이드 게임 기판이다.

## 사양
- 메인 CPU : 모토로라 68000 10MHz / G400 바이오스
- 사운드 CPU : 자일로그 Z80
- 사운드 칩 : 2개의 AY-3-8910 PSG (또는 YM2151), VLM5030, K007232

## 코나미 GX400 게임
- 블랙 팬써(Black Panther) (1987)
- 시티 봄버(City Bomber) (1987)
- 갤러틱 워리어즈(Galactic Warriors) (1985)
- 그라디우스 / Nemesis (1985)
- 하이퍼 크래시(Hyper Crash) (1987)
- 코나미 GT / Konami RF2 Red Fighter (1985)
- 니얀 니얀 패닉 / Kitten Kaboodle (1988)
- 사라만다 / Life Force (1986)
- 트윈비 (1985)